# Волосюк Валерій Костянтинович
Вале́рій Костянти́нович Волосю́к (народився 29 травня 1943 року, Алтайський край, станція Топчіха) — доктор технічних наук (1996), професор (1997) кафедри аерокосмічних радіоелектронних систем Харківського авіаційного інституту. Фахівець у галузі теорії прийняття рішень, статистичної теорії радіотехнічних систем, радіолокації, цифрової обробки сигналів та радіофізики.

## Біографія
Народився в Алтайському краї, де його мати, уродженка Полтавської області, перебувала в евакуації. (Батько — Волосюк Костянтин Кузьмич — загинув на фронті 28 липня 1944 року). Дитинство та юність провів у Червоному Лимані Донецької області.
У 1960 році вступив до Харківського авіаційного інституту на електрорадіотехнічний факультет, після закінчення якого у 1966 році залишився на кафедрі «Пристрої прийому та передачі» для роботи асистентом. У грудні 1969 року вступив до аспірантури.
З грудня 1972 по жовтень 1977 — молодший науковий співробітник, асистент, старший викладач. 1973 року захистив кандидатську дисертацію. З жовтня 1977 по вересень 1997 — доцент кафедри «Пристрої прийому та передачі».
У 1996 році захистив докторську дисертацію.
З липня 1997 року і до теперішнього часу — професор кафедри «Аерокосмічних радіоелектронних систем».

## Наукові досягнення
Спеціаліст у галузі статистичної теорії радіотехнічних систем дистанційного зондування та радіолокації. До його наукових інтересів входить широке коло сучасних проблем, що стосуються радіолокаційного картографування земної поверхні, радіофізичних вимірювань електрофізичних параметрів та статистичних характеристик природних середовищ, вимірювання параметрів земних покривів за даними реєстрації їх власного радіотеплового випромінювання, підвищення точності та ефективності просторово-часової обробки сигналів літакових та ракетно-космічних систем із синтезованою апертурою.
Серед результатів — розробка теорії розв'язання задач просторово-часової обробки надширокосмугових полів у системах радіолокації, дистанційного зондування та радіоастрономії; комплексування активних та пасивних радіосистем; запропонував нові математичні V-перетворення для аналізу надширокосмугових просторово-часових сигналів та полів, а також статистичного синтезу відповідних радіотехнічних систем; модифікований статистичний метод синтезу апертури для картографування поверхонь з аерокосмічних носіїв. Також серед результатів — низка нових теорем, які узагальнюють теорему Хінчіна — Вінера і Ван Циттерта — Церніке, що застосовуються для дослідження та обробки надширокосмугових просторово-часових сигналів та полів.
Автор та співавтор понад 400 публікацій та двох монографій.

## Вибрана бібліографія
- Волосюк В. К., В. Ф. Кравченко. Статистическая теория радиотехнических систем дистанционного зондирования и радиолокации : [монографія]. — М. : Фізматліт, 2008, 704 с.
- Басараб М. А., Волосюк В. К., Горячкин О. В., Зеленский А. А., Кравченко В. Ф., Ксендзук А. В., Кутуза Б. Г., Лукин В. В., Тоцкий А. В., Яковлев В. П.  Цифровая обработка сигналов и изображений в радиофизических приложениях : [монографія]. — М. : Фізматліт, 2007, 544 с.
- Волосюк В. К. Математичний апарат спектральних перетворень широкосмугових та надширокосмугових просторово-часових сигналів та їх функцій когерентності. — Радіоелектронні і комп’ютерні системи. №2, 2009, С. 15-24.
- Волосюк В. К. Преобразование полей и их корреляционных функций в спектральные характеристики протяженных источников широкополосного излучения. — Вісті вищих навчальних закладів. Радіоелектроніка. 1993, т.36 № 6, с. 27—30.
- Волосюк В. К. Спектральные преобразования широкополосных полей и их корреляционных характеристик. Приближение Френеля — Вісті вищих учбових закладів. Радіоелектроніка. 1994, т.37 № 8, с. 58 — 66.
- V. K. Volosyuk. Transformation of fields and their correlation functions into spectral characteristics of extended sources of wideband radiation. — Radioelectronics and communications systems. Vol. 36, № 6, 1993, pp17-19. Allerton Press. New York.
- Volosyuk V. K. Spectral transformations of wideband fields and their Coherence Functions. — Radiophysics and quantum electronics. Vol.36, № 11, 1993, pp. 804—806.
- Волосюк В. К. Теорема о спектральных преобразованиях широкополосных полей и их корреляционных характеристик. — Радіотехніка. 1996 № 3, с. 74-80.